# Крамаренко, Пётр Павлович
Пётр Па́влович Крамаре́нко (25 июня [7 июля] 1873, Киев — 17 октября 1944, Харбин) — военнослужащий Российской империи, генерал-майор (1916), кавалер ордена святого Георгия IV степени (1907), участник белого движения.

## Биография
Родился 25 июня (7 июля) 1873 года в Киеве, в семье личного почётного гражданина.
В 1891 году окончил Первую киевскую гимназию и 13 июня 1891 года вступил вольноопределяющимся в воинскую службу в Кубанский 76-й пехотный полк. В 1893 году окончил по второму разряду Чугуевское пехотное юнкерское училище из которого выпущен подпрапорщиком в Кубанский 76-й пехотный полк.
23 сентября 1894 года произведён в подпоручики с переводом в Полтавский 30-й пехотный полк. С 11 апреля 1895 года — батальонный адъютант Полтавского 30-го пехотного полка. С 1 июня 1898 года находился в запасе армейской пехоты.
Со 2 января 1899 года вновь в Кубанском 76-м пехотном полку, а с 8 ноября 1903 года — в Восточно-Сибирском 27-м стрелковом полку, где был заведующим оружием, делопроизводителем полкового суда и командиром 4-й роты.
Участник Русско-японской войны в составе того же полка, обороны Порт-Артура (на Плоской горе был контужен осколком гранаты). С 20 декабря 1904 года находился в плену в Японии. 15 января 1905 года был выпущен из плена и на немецком пароходе «Байерн» выехал в Порт-Саид.
С 23 ноября 1905 года служил в 280-м Балаклавском полку, а 29 декабря 1905 года переведён командующим 13-й ротой 27-го Восточно-Сибирского стрелкового полка. 4 января 1910 года назначен младшим штаб-офицером полка, а 8 августа 1910 года — командиром 3-го батальона. С 3 июня 1911 года — начальник стрелкового полигона, с 7 октября 1911 года — начальник дивизионной гимнастического-фехтовальной школы, с 18 августа 1912 года — начальник дивизионной стрелковой школы, с 10 мая 1914 года — младший помощник командира полка.
С 18 июля 1914 года формировал и командовал 11-м Сибирским стрелковым запасным батальоном.
23 февраля 1915 года переведён обратно в 27-й Сибирский стрелковый полк. Участник Первой мировой войны. С 30 марта 1915 года командующий, а с 25 июня 1915 года — командир Одоевского 223-го пехотного полка 2-й бригады 56-й пехотной дивизией. В боях был контужен и эвакуирован в Ригу.
С 27 февраля 1916 года был временно командующим, а с 19 апреля 1916 года — командиром 2-й бригады 56-й пехотной дивизии.
С 30 января 1917 года находился в резерве чинов Киевского военного округа.
С 25 августа по 17 сентября 1917 года — командир бригады 153-й пехотной дивизии. Временно исполнял должность начальника 153-й пехотной дивизии (609-й Красноуфимский, 610-й Мензелинский, 611-й Кунгурский, 612-й Чердынский пехотные полки) в составе 34-го армейского корпуса под командованием генерала П. П. Скоропадского.
С конца 1918 года служил в рядах Вооружённых сил Юга России. Летом 1919 года прибыл в Омск и 4 июля зачислен в резерв офицеров при управлении 1-го генерал-квартирмейстера Ставки Верховного Главнокомандующего.
С июля 1919 года формировал Особый отряд, в основном состоящий из бывших чинов Добровольческой армии, создаваемый с целью установления в будущем связи между левофланговыми частами ВСЮР. Осенью 1919 года отряд был переименован в Добровольческую дивизию (состояла из четырёх добровольческих стрелковых полков и артиллерийского дивизиона). До февраля 1920 года был начальником этой дивизии. Участник боёв на Тоболе и Ишиме, а также Сибирского Ледяного похода. В феврале 1920 года, после прихода в Забалькае, дивизия была сведена в бригаду, состоящую из 1-го Добровольческого полка, 3-го Сводного Добровольческого полка и Добровольческого артиллерийского дивизиона (две батареи).
С февраля по май 1920 года — командир Добровольческой стрелковой бригады 2-го стрелкового корпуса в Дальневосточной армии. В конце 1920 года прибыл в Маньчжурию, где с 1921 года служил на бывшей Китайско-Восточной железной дороге.
Скончался 17 октября 1944 года в Харбине и 19 октября похоронен на Покровском (Старом) кладбище. На похоронах присутствовали начальник Главного бюро по делам российских эмигрантов генерал Л. Ф. Власьевский, его помощник М. А. Матковский, начальник общего отдела Главного бюро Сергей Иванович Долов, начальник четвёртого отдела Сергей Александрович Кудрявцев и другие.

## Звания
- Подпрапорщик (31 июля 1893)
- Подпоручик (23 сентября 1894, старшинство со 2 января 1893)
- Поручик (25 июля 1899, старшинство с 11 апреля 1899)
- Штабс-капитан (15 мая 1903, старшинство с 11 апреля 1903)
- Капитан (31 октября 1907, старшинство с 23 ноября 1904)
- Подполковник (26 ноября 1909, старшинство с 23 ноября 1907)
- Полковник (6 мая 1914, старшинство с 6 декабря 1910)
- Генерал-майор (19 апреля 1916, старшинство с этого же дня)

## Награды
- Медаль «В память царствования императора Александра III» (серебряная, 20 сентября 1896)
- Орден Святой Анны IV степени «за храбрость» (22 августа 1904, ВП 11 сентября 1905)
- Орден Святого Станислава III степени с мечами и бантом (24 августа 1904, ВП 11 сентября 1905)
- Орден Святой Анны IΙΙ степени с мечами и бантом (1904, ВП 11 сентября 1905)
- Медаль «В память русско-японской войны» (серебряная, 1906)
- Орден Святого Георгия IV степени (14 января 1907, ВП 25 февраля 1907 «в воздаяние мужества и храбрости, выказанных им при защите крепости Порт-Артура в ночь с 9 на 10 сентября 1904 года, при выбытии японцев из занятой ими части Высокой горы, во время которого были взяты 4 пулемёта, много вооружения и наряжения и до 30 пленных»)
- Орден Святого Владимира IV степени с бантом (22 сентября 1912) мечами к нему (29 мая 1916)
- Медаль «В память 300-летия царствования дома Романовых» (светло-бронзовая, 20 марта 1913)
- Крест «За Порт-Артур» (19 января 1914)
- Орден Святого Станислава II степени (9 марта 1914) мечами к нему (9 октября 1915)
- Орден Святого Владимира III степени (13 июня 1915), мечами к нему (29 сентября 1915)
- Высочайшее благоволение (19 апреля 1916)
- Орден Святой Анны II степени с мечами (26 июня 1916)
- Орден Святой Анны I степени с мечами (6 апреля 1920)
- Знак отличия Военного ордена «За Великий Сибирский поход» I степени (№ 1010 30 августа 1920)

## Семья
- Жена — Елизавета Михайловна (в девичестве Мачутадзе; 4.03.1872 — ?), дочь полковника Михаила Бежановича Мачутадзе.
  - Дочь — Александра Мелик (13.04.1901 — 1991, Сан-Франциско), похоронена на сербском кладбище близ Сан-Франциско
  - Сын — Михаил (23.05.1903 — ?)
  - Дочь — Вера Крамаренко (23.02.1906 — 1983, Сан-Франциско), похоронена на сербском кладбище близ Сан-Франциско вместе с сестрой[4]